# Jon Spaihts
Jonathan (Jon) Spaihts (New York) is een Amerikaans scenarioschrijver.

## Biografie
Jon Spaihts werd in New York geboren als de zoon van Jean, een computerprogrammeur, en Jim Spaihts, een elektrotechnicus. Hij studeerde aan Princeton University en is sinds 2011 gehuwd met actrice Johanna Watts.

## Carrière
Spaihts is vooral bekend als scenarist van sciencefictionfilms. Het Russisch-Amerikaanse The Darkest Hour (2011) was zijn eerste script dat verfilmd werd. In de daaropvolgende jaren werkte hij ook mee aan Prometheus (2012), een prequel van de Alien-franchise, en de Marvel-superheldenfilm Doctor Strange (2016).
In 2016 werd zijn script Passengers, dat hij al in 2007 geschreven had, verfilmd door regisseur Morten Tyldum.

## Filmografie
- The Darkest Hour (2011)
- Prometheus (2012)
- Doctor Strange (2016)
- Passengers (2016)
- The Mummy (2017)
- Dune (2021)